# Elasticiteitsmodulus

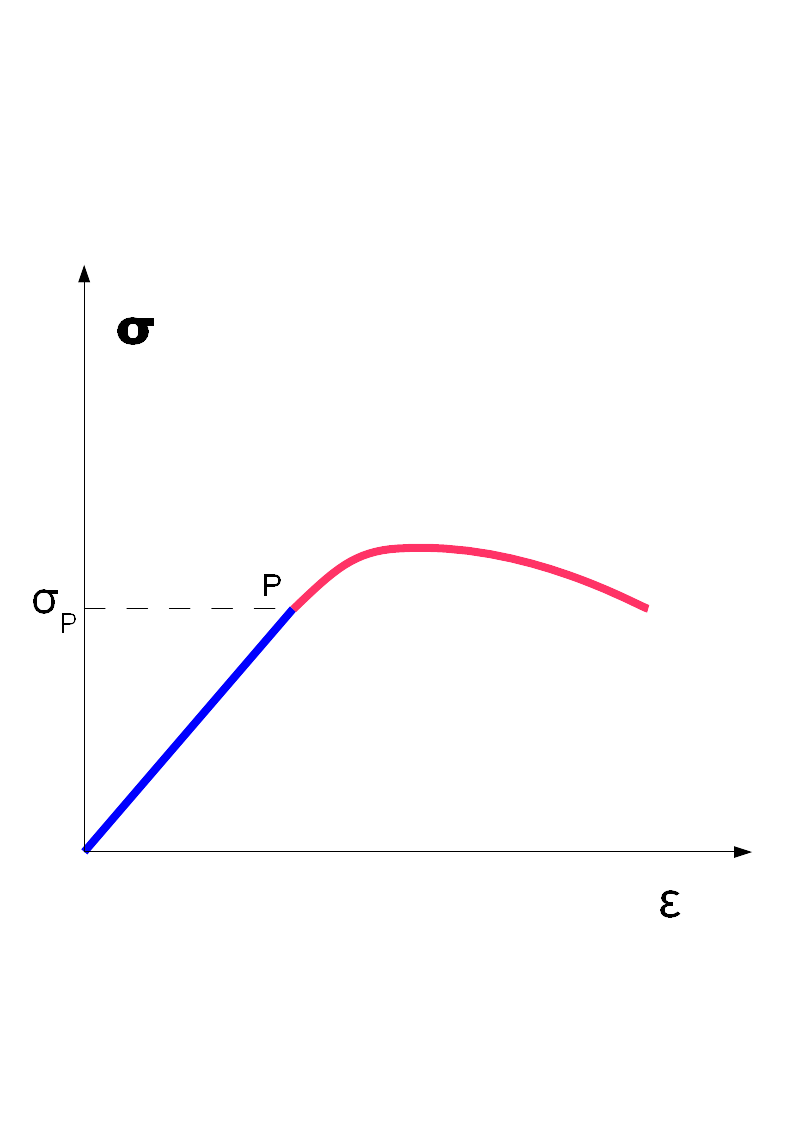
Een spanning-rekdiagram met (in het blauwe gedeelte)

De elasticiteitsmodulus (of ook Young's modulus, naar de Engelse natuurkundige, arts en egyptoloog Thomas Young), is een materiaaleigenschap die een maat is voor de stijfheid of starheid van een materiaal en die ten dele de rek van het materiaal onder een trekbelasting bepaalt en de compressie onder een drukkracht. Een grotere elasticiteitsmodulus betekent een grotere stijfheid.
In het elastisch gebied geldt de wet van Hooke, met als veerconstante de elasticiteitsconstante: de rek {\displaystyle \varepsilon } (eenheidsloze relatieve lengteverandering) die optreedt is lineair afhankelijk van de aangebrachte kracht per doorsnede, rekspanning {\displaystyle \sigma }, met als evenredigheidsconstante de elasticiteitsmodulus {\displaystyle E}:
{\displaystyle \sigma =E\cdot \varepsilon }
Eenvoudig gesteld is de elasticiteitsmodulus de spanning nodig om het proefstuk in de lengte te verdubbelen (dit is een extrapolatie; de meeste materialen breken voordat een dergelijke grote rek optreedt).
De eenheid van elasticiteitsmodulus is een kracht op een oppervlak, dus N/m2 of Pa. Meestal gebruikt men de grotere eenheid N/mm² = MPa; zo heeft staal een elasticiteitsmodulus van 210000 MPa = 210GPa.

## Bepaling
De elasticiteitsmodulus kan op meerdere manieren worden bepaald:
- via een trekproef: hierbij wordt een bepaalde kracht aangebracht op een proefstuk. Zolang de spanning lager is dan de proportionaliteitsgrens, is de rek evenredig met die spanning: {\displaystyle \sigma =E\cdot \varepsilon }, met {\displaystyle \sigma } de aangebrachte spanning, {\displaystyle E} de elasticiteitsmodulus, en {\displaystyle \varepsilon } de rek. De richtingscoëfficiënt van de curve, {\displaystyle {\frac {\sigma }{\varepsilon }}}, is de elasticiteitsmodulus (zolang dus {\displaystyle \sigma <\sigma _{P}}).
- via de eigenfrequentie van een trillende staaf die aan haar uiteinden opgehangen wordt.
- via nanoindentatie: hierbij wordt een indrukking gemaakt in de oppervlakte van het materiaal. Hieruit kan door de diepte te meten (tijdens of na de meting) de elasticiteit bepaald worden.

## Eigenschappen
- De modulentie is een functie van de temperatuur van het materiaal en van de tijd die de spanning al op het proefstuk werkt (dit is belangrijk bij polymeren: kruip).
- De modulus kan wel verschillend zijn per richting (dit voor een anisotroop materiaal): zo is hout veel stijver in de richting van de vezels dan dwars er op (dit door de opbouw van hout). Ook bij grafiet verschilt de  treksterkte (dit door de kristalstructuur van grafiet). Commercieel wordt dit effect gebruikt bij koolstofvezels: de vezels worden geplaatst in de richting die de meeste trek moet opvangen (bijvoorbeeld bij drukvaten en scheepsschroeven)

## Elasticiteitsmodulus van enkele materialen
Gerangschikt van (gemiddelde) lage naar hoge waarden.
| Materiaal                                     | Elasticiteitsmodulus ({\displaystyle E}) in GPa |
| --------------------------------------------- | ----------------------------------------------- |
| Rubber (kleine rekken)                        | 0,0001 - 0,001                                  |
| Hout (dwars op de vezel)                      | 0,6 - 1,0                                       |
| Nylon                                         | 2 - 4                                           |
| Polystyreen                                   | 3 - 3,5                                         |
| IJs                                           | 9,1                                             |
| Hout (evenwijdig aan de vezel)                | 9 - 16                                          |
| GRP (glassfibre reinforced plastic/polyester) | 7 - 45                                          |
| Hogesterktebeton (druksterkte)                | 30                                              |
| Magnesium                                     | 45                                              |
| Aluminiumlegeringen                           | 69                                              |
| Gewoon glas                                   | 69                                              |
| Glas                                          | 72                                              |
| Gietijzer                                     | 100                                             |
| Titanium (Ti)                                 | 105 - 120                                       |
| Brons                                         | 103 - 124                                       |
| CRP (carbonfibre reinforced plastic)          | 70 - 250                                        |
| Staal                                         | 210                                             |
| Wolfraam                                      | 400 - 410                                       |
| Siliciumcarbide (SiC)                         | 450                                             |
| Koolstof nanobuis[1]                          | 1000+                                           |
| Diamant[2]                                    | 1220                                            |